# جاك سيمز
جاك سيمز (بالإنجليزية: Jack Sims)‏ هو لاعب كرة قدم بريطاني في مركز حراسة المرمى، ولد في 1999 في ساوثند أون سي في المملكة المتحدة. لعب مع نادي بلاكبول.